# Bádice
Bádice es un municipio del distrito de Nitra en la región de Nitra, Eslovaquia, con una población estimada a final del año 2024 de 399 habitantes.
Se encuentra ubicado en el centro-oeste de la región, en el valle del río Nitra (cuenca hidrográfica del Danubio) y cerca de la frontera con la región de Trnava.

## Demografía
| Año        | 1994 | 2004 | 2014    | 2024     |
| ---------- | ---- | ---- | ------- | -------- |
| Población  | 0    | 337  | 320     | 399      |
| Diferencia |      | –    | −5,04 % | +24,68 % |

| Año        | 2023 | 2024 |
| ---------- | ---- | ---- |
| Población  | 399  | 399  |
| Diferencia |      | +0 % |